# Mélanose pustuleuse néonatale transitoire
 Mise en garde médicale
La mélanose pustuleuse néonatale transitoire ou mélanose pustulaire du nouveau-né est une pustulose idiopathique et bénigne caractérisée par une éruption vésiculopustuleuse étendue, évoluant rapidement vers de petites macules pigmentées.

## Épidémiologie
L'incidence globale est de 2,2 %, également répartie dans les deux sexes, avec un taux de 0,6 % chez les enfants à peau blanche, et de 4,4 % chez ceux à peau noire.

## Signes
Les lésions sont présentes à la naissance ce qui laisse penser qu'elles démarrent in utero.
Elles apparaissent communément sur le menton, le cou, le front, le thorax, les fesses, le dos, et moins fréquemment sur les paumes et plantes.

Les lésions ont typiquement 2  à   10 mm de diamètre sans érythème associé et se rompent facilement.

## Évolution
L'évolution est spontanément favorable en 48 heures, en laissant parfois des marques un peu plus noires sur la peau qui s'atténuent en 3 à 4 semaines avec une disparition totale après plusieurs mois.

## Traitement
Aucun traitement n'est indiqué, mais les causes infectieuses de rash pustuleux doivent être éliminées.